# 브라질고원

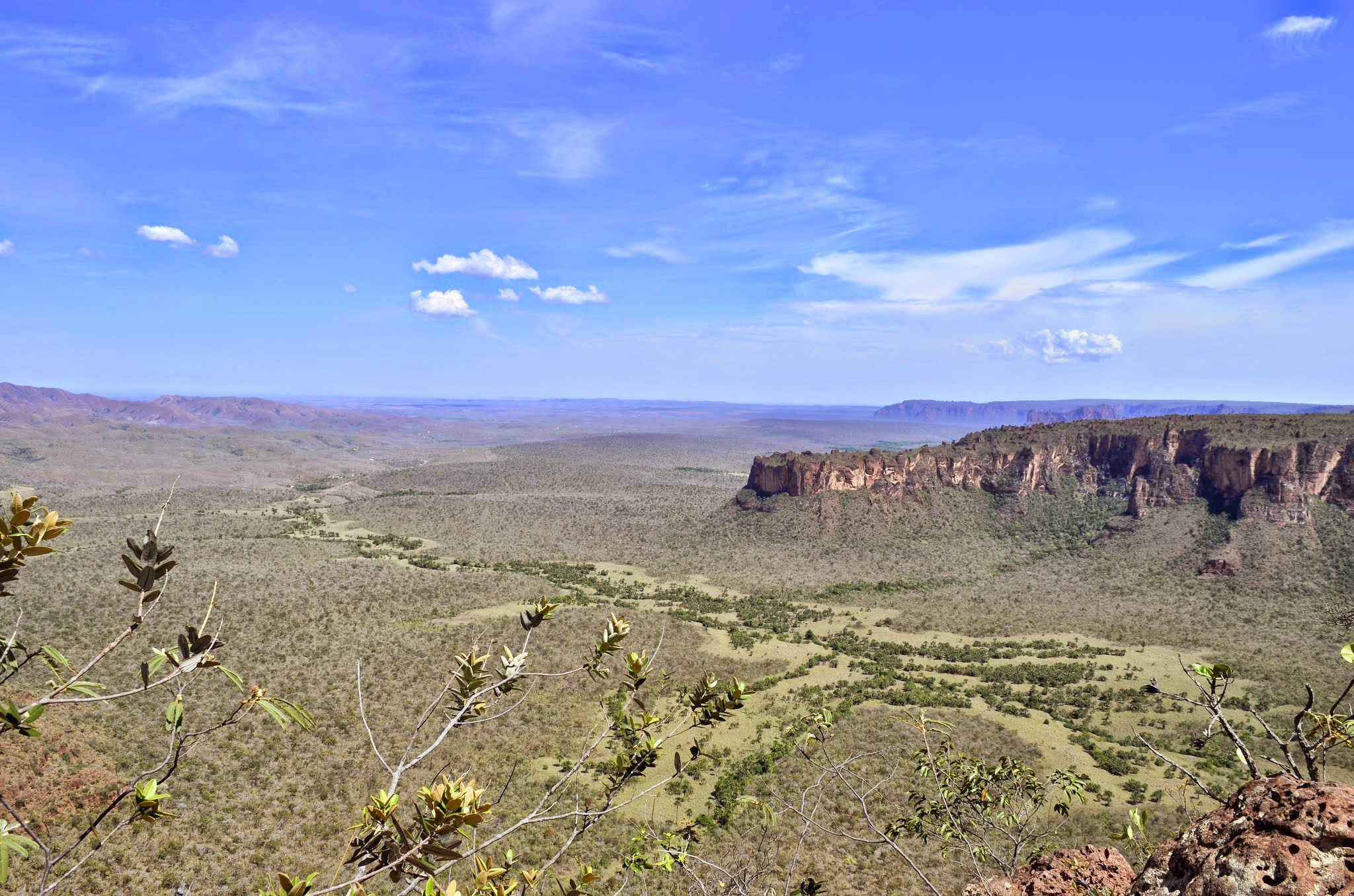

브라질고원(브라질 포르투갈어: Planalto Brasileiro)은 브라질 중부와 동남부에 걸쳐 있는 고원이다. 고원은 남동부에서 북서부로 갈수록 고도가 완만해지는 형태이다. 고원의 북부와 중부는 주로 퇴적암과 변성암질 기반암이 분포하고, 고원의 남부는 화성암질 기반암이 분포한다. 남부의 화성암 지대는 주로 현무암질 암석으로 구성되어 있는데, 이 현무암은 파라나-에텐데카 트랩에 의한 용암 분출로 형성되었다. 즉, 고원 남부의 파라나 분지와 파라나고원부터 파라나-에텐데카 트랩까지의 지역은 용암의 열하분출로 형성된 용암대지(용암고원)이다. 브라질고원 전체의 면적은 약 400만km2에 이르러 이 나라의 절반 가까이를 차지하며 평균고도는 약 1000m로 높은 편이다. 고도 덕분에 낮은 위도에도 불구하고 고원의 중심부는 동위도대의 열대지역보다는 서늘한 기후가 나타난다. 동쪽의 대서양 방면으로는 경사가 급하나 그 반대쪽은 상당히 완만하게 기울어져 비교적 평탄하다. 한편, 이 고원은 기후에도 영향을 주는데 경사가 가파르며 고도가 높은 고원의 대서양 방면으로 남동무역풍이 부딪혀 바람받이 사면을 형성하고 이로 인해 고원의 아래에 위치한 해안지역에 지형성 강수가 형성된다. 이 때문에 동위도대의 내륙 지역에서는 사바나 기후(Aw)가 나타나는 반면, 브라질 남동부 해안지역 일부에 열대우림(대서양림)과 열대우림(Af) 기후가 형성된다. 이 고원의 북부지역은 아마존강 유역과 연결되나, 아직 개발의 손길이 미치지 않은 곳이 많아 인구 밀도가 매우 낮다. 반면, 남부지역은 각종 광산물이 풍부하고, 농산물의 생산도 많으며, 고도로 인해 동위도대의 지역에 비해 기후도 쾌적하여 인구가 밀집되어 있다. 브라질의 행정수도 브라질리아는 인구밀도가 낮은 이 고원의 중앙부에 위치하며, 브라질의 최대 도시인 상파울루는 이 고원의 남부에 있다.
브라질고원의 남부 용암대지에서는 화산활동으로 형성된 자줏빛 현무암 및 현무암 풍화토가 분포하는데, 이를 포르투갈어로 '테라록사(Terra Roxa, 자주색 땅)' 영어로는 'purple land' 한다. 이 흙이 자줏빛을 띄는 이유는 현무암에 섞인 스코리아에 있는 철 등이 적색풍화(산화)를 겪었기 때문이다. 테라록사 토양은 커피가 성장하기에 적합한 유기화합물을 가지고 있어 이 지역 일대에서는 커피 농사가 행해지고 있다.

테라록사의 경우 석회암 지대에 분포하는 석회암 풍화토를 의미하는 '테라로사(Terra Rosa, 붉은 색의 땅)'와 그 뜻과 단어가 유사하여 같은 것으로 오인하기 쉬우나 테라록사와 테라로사는 엄연히 다르다.
테라록사는 휘석 등이 함유된 화산암 계열의 암석이 풍화되어 만들어진 토양이고 테라로사는 석회암이 용식되며 석회암의 탄산칼슘은 녹고 남은 불용성 물질이 산화되어 만들어진 토양이다.
철 등의 성분이 산화되어 붉은 빛이 나타난다는 점에서는 공통점이 있으나 모암 자체가 다르므로 테라록사와 테라로사는 구분해야 한다.